# Pierre van Hauwe

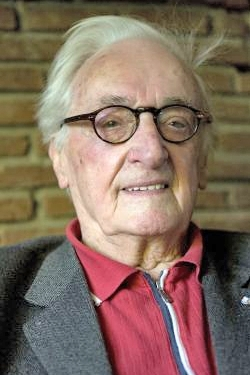
Pierre van Hauwe

Pierre van Hauwe (* 12. Januar 1920 in Terneuzen; † 25. Juni 2009 in Delft) war ein niederländischer Musiker und Musikpädagoge flämischer Abstammung. Seit 1946 wohnte und arbeitete er in Delft im Schulunterricht und als römisch-katholischer Kirchenmusiker in der inzwischen abgerissenen St. Hippolytus Kirche. Ab 1960 bis zu seiner Pensionierung 1982 war er der Direktor der städtischen Musikschule Delft.

## Delfter Madrigalchor
Seit Beginn der 1950er-Jahre wurde er in ganz Europa als Dirigent des von ihm gegründeten Delfter Madrigalchores bekannt, welcher aus Mädchen ab ihrem 12. Lebensjahr bis ca. 20 – 25 Jahre bestand. Der Chor übte in jener Zeit täglich. 1964 wurde der Chor aufgelöst, nachdem seine internationalen Tätigkeiten als Musikpädagoge ihm keine Zeit mehr dafür ließen. Als Komponist bearbeitete Pierre van Hauwe viele niederländische und ausländische Volkslieder für diesen Chor. Daneben war dieser Chor aber vor allem berühmt für seine Polyphonie, darunter viele Arbeiten von Claudio Monteverdi.

## Orff-Schulwerk
Pierre van Hauwe gehörte zu den größten Förderern des Orffschen Schulwerkes. Das Orff-Schulwerk wurde von dem deutschen Komponisten Carl Orff entwickelt. Pierre van Hauwe bearbeitete anfänglich die musikalischen Ausgangspunkte des Orffschen Schulwerkes in vier Büchern „Musik für die Jugend“. Diese wurden 1961 herausgegeben.
In Kombination mit der Methode des ungarischen Komponisten und Pädagogen Zoltán Kodály entwickelte Pierre van Hauwe für die Niederlande die Musikmethode Spielen mit Musik. Diese Methode wurde an der Städtischen Musikschule ganzheitlich für den Unterricht in der allgemeinen musikalischen Bildung angewendet und es zeigte sich, dass sie eine ausgezeichnete Vorbereitung für den Instrumental-Unterricht darstellte, welcher sich danach anschloss. Auch alle Kindergärten und Grundschulen in Delft benutzten diese Methode bis weit in die 1990er-Jahre. Die Lehrer in den Musikschulen begleiteten als Berater die Lehrkräfte in den Schulen bei der allgemeinen musikalischen Bildung. Viele Gemeinden in den Niederlanden folgten diesem Beispiel. Im Laufe der 1970er-Jahre wurde diese Methode in diverse Sprachen übersetzt und fand dadurch eine große Anzahl Nachahmer im In- und Ausland. In den deutschen Bundesländern Baden-Württemberg und Bayern wurde die Methode „Spielen mit Musik“ ebenfalls oft angewandt, sowohl in Kindergärten und Grundschulen als auch an Musikschulen. Die Methode erschien außer in Deutsch auch noch in Russisch, Litauisch, Tschechisch, Polnisch, Hebräisch, Norwegisch, Dänisch und sogar Portugiesisch für die Anwendung in Portugal (auch auf der Insel Madeira) und Brasilien. Für die Anwendung in Mexiko und diverse Länder in Südamerika erschien eine spanische Übersetzung. Die Musikschulorchester aus Delft unternahmen in den siebziger und 1980er-Jahren weite Reisen in Länder, in welche nach der Musikmethode „Spielen mit Musik“ unterrichtet wurde. 1978 fuhr das Jugend-Orchester mit dem Zug nach Lublin (Polen) und Vilnius (Litauen),1979 und 1980 mit dem Bus nach Portugal und ein paar Jahre später mit dem Flugzeug nach Madeira und Israel. Oftmals gab es tägliche Auftritte in Schulen und Kirchen, um sehen und hören zu lassen, was mit den pädagogischen Grundlagen der Methode „Spielen mit Musik“ erreicht werden konnte. Aber es gab auch Auftritte in großen Konzertsälen. Der pädagogische Grundgedanke dieser Orchester-Arbeit ging davon aus, dass jeder Musikschulschüler ab dem Allgemeinbildungsalter bis hin zum jungen Erwachsenen auf jedem Leistungsniveau der Musikalischen Entwicklung einen Platz bekommen konnte innerhalb des Musikschulorchesters. Klavierschüler erreichten oft ihren Platz über die Orff-Instrumente, Streicher und Bläser erhielten Orchesterpartien auf ihrem eigenen Leistungsniveau auf ihrem Notenpult. Ein großer Blockflötenchor in 4- oder 5-stimmiger Besetzung war der feste Kern in diesen Orchestern, weil alle Musikschulschüler in der Allgemeinbildung zuerst Blockflöte gelernt hatten. Musikschulen oder Musikschulorchester in Inning (Bayern), Prag und Porto sind nach Pierre van Hauwe genannt.

## Pädagogische Arbeit
Der Kern der Methode „Spielen mit Musik“ ist ein vierteiliges Handbuch für den Dozent und vier Arbeitsbüchlein für die Kinder. Bei Benützung dieser Methode in der Musikschule – zwei Jahre lang zwei Stunden pro Woche Allgemeinbildung Musikunterricht und ein drittes Jahr eine Stunde pro Woche Allgemeinbildung und eine erste Bekanntschaft des Instrumental-Unterrichts, haben die Kinder nach drei Jahren alle 4 Büchlein bearbeitet. Bei Benützung in der Grundschule ab Klasse 2 oder 3 scheint das vierte Büchlein erst in Klasse 8 realisierbar zu sein. Die Liedauswahl und die schwierigeren Modi sind daher auf dieses Alter abgestimmt. An der Grundschule ist daher die Zusammenarbeit eines Fachdozenten oder eines Beraters mit dem Klassenlehrer sehr wertvoll. Kinder können mit diesen Arbeitsbüchlein singen, Musiknoten lesen, Noten üben durch schreiben oder nach Diktat, wobei sowohl die Rhythmuslinie als auch die 5-linige Notenlinie bearbeitet werden können. Die Kinder lernen von Anfang an „Relativsingen“ (Solmisation), ausgehend von der Rufterz so-mi, auf die später der Ton la folgt. Diese 3 Töne werden zunächst ergänzt zur pentatonischen (5-Ton)- und dann hexatonischen (6-Ton)-Tonleiter und wieder später bis zur kompletten Dur-Tonleiter, wobei auch in andere Modi gesungen wird. Neben der Arbeit mit den Büchlein lernen die Kinder von Anfang an Blockflöte zu spielen, ebenfalls ausgehend von der Rufterz, die Töne „g“ und „e“. Das beinhaltet, dass die Kinder mit der Methode „Gemeinsam Blockflöte spielen“ bereits ab dem ersten Tag zweihändig Blockflöte spielen lernen im Gegensatz zu vielen anderen Methoden, bei denen die ersten Töne ausschließlich mit der linken Hand gespielt werden und bei denen die rechte Hand erst in einem späteren Stadium hinzugefügt wird. Für die Haltung beim Spielen der Blockflöte scheint das sofort beidhändige Spielen besonders wichtig zu sein. Selbstverständlich werden die Orffschen Instrumente sowohl rhythmisch als auch melodisch von Anfang an bei dieser Methode sowohl beim Singen, als auch beim Blockflöte spielen benützt. Neben der Methode „Spielen mit Musik“ schrieb Pierre van Hauwe mehrere Bücher u. a. das weltweit einzige über Bordunlehre, einer Harmonielehre, durch die speziell beim Gebrauch von Orff-Instrumenten auf einfache und elementare Art mittels der Pentatonik, Lieder oder Melodien mit einer mehrstimmigen Begleitung versehen werden können.

## Nach 1982
Auch nach seiner Pensionierung 1982 als Direktor der Städtischen Musikschule Delft hielt Pierre van Hauwe bis kurz vor seinem Tod in diversen Ländern Kurse ab für Erzieherinnen, Grundschullehrer, Musiklehrer und Studenten von Konservatorien. Seine letzte Aktivität in einem Kurs war eine Improvisation mit vielen Orff-Instrumenten am 28. Dezember 2008 in Inning am Ammersee, wo die Musikschule seinen Namen trägt. Von ihm erschienen dutzende Kompositionen für variable Schulorchester-Besetzungen, die vor allem in Portugal, Tschechien und Deutschland noch oft aufgeführt werden.
Die Städtische Musikschule Delft ist mittlerweile Teil (Abteilung Musik) der Freien Akademie (Vrije Akademie), Zentrum der Künste (Centrum voor de Kunsten) der Gemeinde Delft.
Pierre van Hauwe ist der Vater des Blockflötisten Walter van Hauwe. Das Bundesverdienstkreuz 1. Klasse erhielt er 2001.
Pierre van Hauwe ist am 25. Juni 2009 in seinem Wohnsitz Delft gestorben. Seine Witwe Elisabeth van Hauwe-Everaert ist am 25. Juli 2010 gestorben.

## Bibliographie
- Muziek beluisteren; Desclee de Brouwer
- Muziek voor de Jeugd, inleiding tot het Orff-Schulwerk; 1961 Amsterdam
- Idem: Lakštuté, Ausgabe für Litauen; Vilnius
- Spelen met Muziek, leidraad voor de AMV; 4 delen en 4 werkboekjes; 1968 Amsterdam
- Idem: Spielen mit Musik, 1969 Amsterdam
- Idem: Vivre la musique, Walonie en Frankreich; 1973 Amsterdam
- Idem: Musikleik, Norwegen; Oslo
- Idem: Juganda con musica, Mexiko; Mexiko-Stadt
- Idem: Expression Musical, Peru; Lima
- Idem: Play music, Israël; Kfar Saba
- Idem: Padorar mempage, Russland; Winogradow
- Algemene Bourdonleer en het Orff-instrumentraium; 1974 Amsterdam
- Allgemeine Bordunlehre; 1975 Amsterdam
- Samen blokfluit spelen; 4 delen; 1968 Amsterdam
- Idem: Gemeinsames Blockflötenspiel; 1969 Amsterdam
- Idem: How to play the recorder; israelische Ausgabe; Amsterdam
- Idem: Manuel da Flauta de bisel; portugiesische Ausgabe; Porto
- Idem: Hudební Skolka; tschechische Ausgabe; Praha
- Idem: Toquenos Juntos la Flauta; spanische Ausgabe; Mexiko-Stadt
- Metrum und Rhythmus; Methode voor maat en ritme en speelstukken voor slagwerk; Delft
- Spielen mit Musik, 2005; methodisch-didaktisches Arbeitsbuch für Kindergarten, Grund- und Hauptschule

## Kompositionen
- Tshiribim; 5 liederen voor vrouwenkoor; Hilversum
- 8 volksliederen; Hilversum
- Er staat een boom; schoollied met Orff-instrumenten; Haarlem
- Oktober; schoollied met Orff-instrumenten; Haarlem
- Sardanas; schoolorkest; Amsterdam
- Bolero; z.j. 1964 Amsterdam
- Suite fantasia Mexicana; 1976 Amsterdam
- Cantica Vitae: declamatorium voor soli, koor, orkest teksten Nederlandse 17-de eeuwse dichters; Amsterdam
- 4 volksliederen; koor en Orff-instrumenten; Amsterdam
- Zang en Spel 1 en 2; liederen en speelstukjes met Orff-instrumenten; Amsterdam
- Ten Folksongs/Zehn Volkslieder; blokfluitensemble en Orff-instrumenten; Amsterdam
- 18 Volkslieder für Blockflöten und Orff-Instrumenten; Delft
- Slavische Suite; schoolorkest; Salzburg
- Caprice; altblokfluit en Orff-instrumenten; Amsterdam
- Europese Danssuite; schoolorkest; Amsterdam
- Das Weihnachtsevangelium; spreker, zanger en schoolorkest; Delft
- Bordun und Pentatonik in Farben; Orff-Instrumente im Vorschulalter; Delft
- Idem: Música às cores bordôes; Portugese uitgave; Delft
- Missa Festiva; dubbel gemengd koor en orgel
- Missa Christus Rex; driestemmig gemengd koor a capella
- Poorters van Delft; declamatorium voor soli, koor en orkest op teksten van Delftse dichters
- Magnificat; solil koor en orkest
- De gelukkige Leeuw; pantomimespel voor ballet/toneelgroep, spreker en orkest
- Homage de Delft; spreker en orkest
- Feestfanfare 1968; schoolorkest
- Intrada 1986; schoolorkest
- Tour du Monde; schoolorkest
- Europese Suite; schoolorkest
- Thema met variaties; schoolorkest
- Suite Madeira; schoolorkest
- Serenata Espana; schoolorkest
- Homenagem; schoolorkest
- Caprice Arabe; schoolorkest
- Hommage a El Djazïr; schoolorkest
- Cappricio a Tres; schoolorkest
- Suite Hemitonique; schoolorkest
- Shalom Israël; schoolorkest
- Homenagemdes Anos do Instituto Orff do Porto; schoolorkest
- Suite Latin Americano; schoolorkest
- Lieder für Kindergarten und Schule mit Orff-Instrumentarium; 4 delen
- Idem; Portugese liederen
- Israëlsongs with Orff-instrumentarium